# Генрисон, Роберт
Роберт Генрисон (англ. Robert Henryson, ок. 1425 — ок. 1500)— один из первых крупных шотландских поэтов эпохи Возрождения.
Роберт Генрисон, по-видимому, обучался в Сент-Эндрюсском университете, а позднее в Париже. В зрелом возрасте он преподавал право в университете Глазго и был директором школы в Данфермлинском аббатстве. Работал также нотариусом.
Генрисон стал первым крупным шотландским поэтом, творившем не на гэльском или английском, а на собственно шотландском языке равнинной части страны. В своих произведениях, «Завещание Крессиды» (англ. The Testament of Cresseid), «Орфей и Эвридика» (англ. Orpheus and Eurydice), «Моральные Басни» (англ. The Morall Fabillis), Генрисон отстаивал гуманистические идеалы Ренессанса. Его поэмы создавались под сильным влиянием Чосера. Творчество Генрисона отличается мастерством раскрытия взаимосвязей проблем добра и зла, души и тела, а также своеобразной иронией в освещении серьёзных тем.